# آرتور کیلی
آرتور کیلی (Arthur Cayley) ، (با تلفظ /ˈkeɪli/)، عضو انجمن سلطنتی بریتانیا، در تاریخ 16 اوت 1821 متولد و در 26 ژانویه 1895 درگذشت. او یک ریاضیدان بریتانیایی بود که بیشتر در زمینه جبر کار می‌کرد. او به تاسیس مکتب مدرن ریاضیات محض بریتانیا کمک کرد و به مدت 35 سال استاد کالج ترینیتی، کمبریج بود.
او فرضیه‌ای را مطرح کرد که اکنون به عنوان قضیه کیلی-همیلتون شناخته می‌شود؛ اینکه هر ماتریس مربعی ریشه چندجمله‌ای مشخصه خود است، او آن را برای ماتریس‌های مرتبه 2 و 3 اثبات کرد و اولین کسی بود که مفهوم یک گروه مجرد را تعریف کرد، مجموعه‌ای با یک عمل دوتایی که قوانین خاصی را برآورده می‌کند، جدول‌های کیلی، نمودارهای کیلی، فرمول کیلی در ترکیبیات و همچنین قضیه کیلی به افتخار او نامگذاری شده‌اند.

## اوایل زندگی
آرتور کیلی در 16 اوت 1821 در لندن به دنیا آمد. پدرش، هنری کیلی، پسر عموی دور جورج کیلی، مهندس مبتکر هوانوردی، و از خانواده‌ای اهل یورکشایر بود. او به عنوان یک تاجر در سن پترزبورگ روسیه ساکن شد. مادر او ماریا آنتونیا دوتی، دختر ویلیام دوتی بود. به گفته برخی از نویسندگان، او روسی بود، اما نام پدرش نشان دهنده اصالت انگلیسی است. برادرش چارلز باگوت کیلی زبان شناس بود. آرتور هشت سال اول خود را در سن پترزبورگ گذراند. در سال 1829 والدین او  در بلک هیث لندن اسکان یافتند، جایی که آرتور در یک مدرسه خصوصی تحصیل کرد. در ۱۴ سالگی به مدرسه کینگز کالج فرستاده شد. کیلی جوان از مسائل پیچیده ریاضی لذت می برد و استاد مدرسه نشانه هایی از نبوغ ریاضی او را مشاهده کرد. او به پدر توصیه کرد که پسرش را نه برای تجارت خود، آنطور که قصد داشت، بلکه در دانشگاه کمبریج آموزش دهد.

## تحصیلات
در سن 17 سالگی، کیلی اقامت خود را در کالج ترینیتی، کمبریج آغاز کرد، جایی که در زبان‌های یونانی، فرانسوی، آلمانی و ایتالیایی و همچنین ریاضیات ممتاز بود. علت موفقیت جامعه تحلیلی حالا به ثمر نشسته بود و مجله ریاضی کمبریج به وسیله گرگوری و رابرت لزلی الیس تأسیس شده بود. کیلی در سن بیست سالگی سه مقاله به این مجله ارسال کرد که موضوعات آن‌ها از مطالعه «مکانیک تحلیلی» ژوزف لوئیس لاگرانژ و برخی از آثار لاپلاس الهام گرفته شده بود.
مدرس کیلی در کمبریج، جورج پیکاک بود و مربی خصوصی‌اش ویلیام هاپکینز. او دوره کارشناسی خود را با دریافت جایزه اسمیت به پایان رساند. او به مدت چهار سال در دانشگاه کمبریج اقامت داشت و در این مدت تعدادی شاگرد گرفت، اما کار اصلی‌اش تهیه 28 یادداشت برای مجله ریاضی بود.

## حرفه حقوقی
به دلیل مدت محدود فلوشیپ ، لازم بود شغلی پیدا کند؛ او حقوق را انتخاب کرد و در تاریخ ۲۰ آوریل ۱۸۴۶ در سن ۲۴ سالگی به لینکلن این، لندن پذیرفته شد. او در زمینه انتقال املاک تخصص پیدا کرد. او در حالی که دانشجوی وکالت بود، به دابلین رفت تا سخنرانی‌های ویلیام روآن همیلتون در مورد کواترنیون‌ها را بشنود.
دوست او، جی. جی. سیلوستر، که پنج سال از او بزرگتر بود و در کمبریج تحصیل می‌کرد، در آن زمان یک حسابدار بود که در لندن ساکن بود؛ آن‌ها معمولاً در اطراف حیاط‌های لینکلن این با هم پیاده‌روی می‌کردند و در مورد نظریه متغیرهای ثابت و متغیرهای هم‌ارز بحث می‌کردند. در طول این چهارده سال، کیلی بین دویست تا سیصد مقاله منتشر کرد.

## تدریس در دانشگاه
در حدود سال ۱۸۶۰، کرسی جدید استادی سدلیرین با استفاده از بودجه اهدایی لیدی سدلیر به کرسی لوکاسیان ریاضیات دانشگاه کمبریج (کرسی نیوتن) اضافه شد و کیلی ۴۲ ساله به عنوان اولین دارنده این کرسی منصوب گردید. وظایف او "تبیین و تدریس اصول ریاضیات محض و تلاش برای پیشرفت این علم" بود. او یک شغل حقوقی پردرآمد را برای دستمزدی متوسط رها کرد، اما هرگز از این معامله پشیمان نشد، زیرا این کار به او اجازه میداد تمام انرژی خود را صرف چیزی کند که بیشتر دوست داشت. او بلافاصله ازدواج کرد و در کمبریج ساکن شد و (برخلاف همیلتون) از یک زندگی خانوادگی بسیار شاد لذت برد.
در ابتدا به استاد سدلیرین برای تدریس در یکی از ترمهای سال تحصیلی حقوق پرداخت میشد، اما اصلاحات مالی دانشگاه در سال ۱۸۸۶ بودجه لازم برای تدریس در دو ترم را فراهم کرد. برای سالها تنها تعداد معدودی از دانشجویانی در کلاسهای او حاضر میشدند، اما پس از اصلاحات تعداد حاضران به حدود پانزده نفر رسید. او معمولاً در مورد موضوع تحقیقاتی فعلی خود تدریس میکرد.
در مورد وظیفه او برای پیشرفت علم ریاضی، او مجموعه طولانی و پرباری از مقالات را در تمام زمینه‌های ریاضیات محض منتشر کرد. همچنین به عنوان داور ثابت مقالات ریاضی برای بسیاری از انجمنهای داخلی و خارجی منصوب شد.
در سال ۱۸۷۲، او به عنوان عضو افتخاری کالج ترینیتی انتخاب شد و سه سال بعد به عضویت عادی و دارای حقوق درآمد. ماکسول متنی نوشت که در آن آثار اصلی کیلی از جمله فصول او در مورد هندسه تحلیلی n بعدی؛ نظریه دترمینانها؛ مقاله ای در مورد نظریه ماتریسها؛ مقالاتی در مورد سطوح مایل، یا همان طومارها؛ و ترسیم یک طومار مکعبی را ستود.
علاوه بر کارهایش در جبر، کیلی کمک‌های اساسی به هندسه جبری کرد. کیلی گونه چاو تمام منحنیها در فضای تصویری سه بعدی را ساخت. او نظریه جبری-هندسی سطوح خطدار را پایه‌گذاری کرد. 
در سال ۱۸۷۶، او یک رساله در مورد توابع بیضوی منتشر کرد. او علاقه زیادی به جنبش آموزش دانشگاهی زنان داشت. در کمبریج اولین کالجهای زنان گیرتون و نیونهام بودند. در روزهای اولیه کالج گیرتون او به طور مستقیم در آموزش کمک کرد و برای چند سال رئیس شورای کالج نیونهام بود و تا آخرین لحظات به پیشرفت آن علاقه شدیدی داشت.
در سال ۱۸۸۱، او از دانشگاه جانز هاپکینز در بالتیمور، جایی که سیلوستر در آن زمان استاد ریاضیات بود، دعوتنامهای برای ارائه یک دوره سخنرانی دریافت کرد. او این دعوت را پذیرفت و در پنج ماه اول سال ۱۸۸۲ در بالتیمور در مورد توابع آبل و تتا سخنرانی کرد.
در سال ۱۸۹۳، کیلی به عنوان عضو خارجی آکادمی سلطنتی هنر و علوم هلند انتخاب شد.

## ریاست انجمن پیشرفت علوم
در سال ۱۸۸۳، کیلی رئیس انجمن بریتانیایی پیشرفت علوم شد. جلسه این انجمن در ساوتپورت، در شمال انگلستان، برگزار شد. از آنجا که سخنرانی رئیس انجمن یکی از رویدادهای مهم عمومی این جلسات محسوب میشود و مخاطبانی با فرهنگ عمومی را به خود جذب میکند، معمولاً تا حد امکان از پرداختن به مباحث فنی اجتناب میشود. کیلی موضوع "پیشرفت ریاضیات محض" را برای سخنرانی خود انتخاب کرد.

## اواخر زندگی و مرگ
در سال ۱۸۸۹، انتشارات دانشگاه کمبریج انتشار مجموعه مقالات او را آغاز کرد که کیلی بسیار از آن قدردانی کرد. او خود هفت جلد از آنها را را ویرایش کرد، علیرغم اینکه از یک بیماری داخلی دردناک رنج می‌برد. او در ۲۶ ژانویه ۱۸۹۵ در سن ۷۳ سالگی درگذشت. مراسم تشییع جنازه او در کلیسای ترینیتی با حضور دانشمندان برجسته بریتانیا و نمایندگان رسمی از کشورهای دوری مانند روسیه و آمریکا برگزار شد، کیلی در گورستان میل‌رود کمبریج دفن شده است.
باقی‌مانده مقالات او توسط اندرو فورسایت، جانشین او در کرسی سدلیرین، در مجموعاً سیزده جلد بزرگ و ۹۶۷ مقاله ویرایش شد. آثار او همچنان مورد استفاده قرار می‌گیرد و تنها در قرن بیست و یکم در بیش از ۲۰۰ مقاله ریاضی مورد استناد واقع شده است.
کیلی تا آخرین لحظات علاقه خود به خواندن رمان‌های جدید و سفر کردن را حفظ کرد. او همچنین از نقاشی‌ها و معماری لذت خاصی می‌برد و خود به نقاشی آبرنگ می‌پرداخت، که گاهی آن را در ترسیم نمودارهای ریاضی مفید می‌یافت.